# Norweski Teatr Kristiania

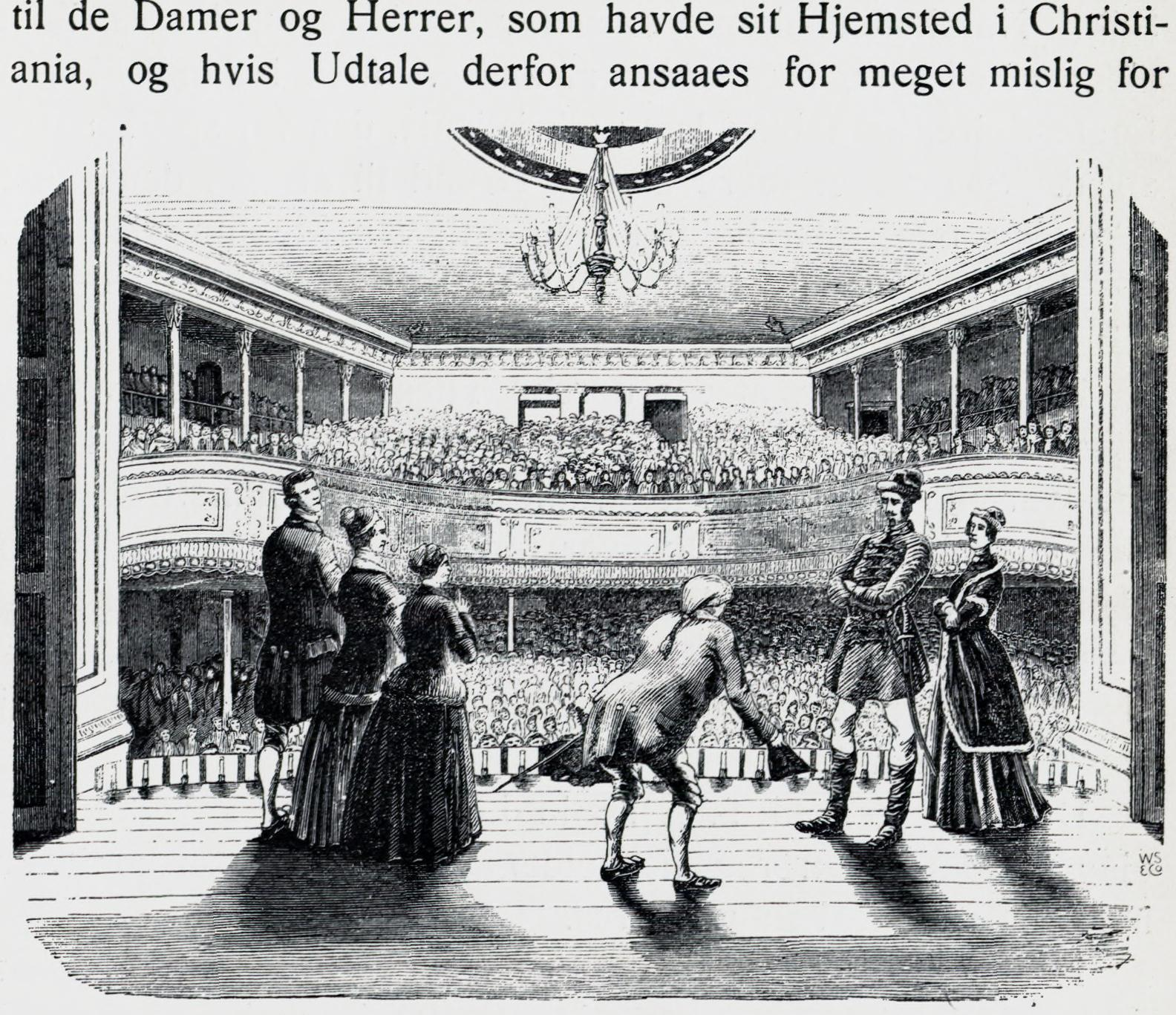
Widownia Teatru Norweskiej Szkoły Dramatycznej

Norweski Teatr Kristiania (norw. Kristiania norske Theater) – teatr, który zaczął działać w Christianii w roku 1852, początkowo pod nazwą Teatr Norweskiej Szkoły Dramatycznej (Den norske dramatiske skoles Theater). 
W roku 1857 kierownikiem artystycznym teatru został Henrik Ibsen i kierował nim aż do bankructwa sceny w roku 1862. 15 lipca 1863 roku doszło do oficjalnego połączenia Norweskiego Teatru Kristiania i teatru Christiania.